# Gare de Mława
La gare de Mława (en polonais : Mława stacja kolejowa) est une gare située sur le territoire de la ville de Mława, en Pologne.